# Багулали
Багулали або багвалали — андійський народ, що говорить багвалинською мовою.

## Чисельність та розселення
Багулали розселені по північному схилу Богоського хребта на правому березі річки Андійське Койсу. Вони компактно проживають в поселеннях Хуштада, Тлондода, Кванада, Гімерсо (Цумадинський район), Тлібішо, Тлісі (Ахвахський район). В наші дні багулали-переселенці живуть також в селі Чало (Кизилюртівський район). Дисперсно багулали мешкають в переселенських поселеннях Кізлярського, Хасав'юртівського, Кизилюртовського районів.
За переписом 1926 року СРСР проживало 3054 багулалів. В наступних переписах населення СРСР багулали не виділялися як самостійна народність, а включалися в склад аварців. За даними академічних досліджень в 1958 році нараховувалось 4 500 багулалів, а в 1967 році — 4 000 осіб. За переписом 2002 року в Росії проживало 40 багулалів, які були включені в склад аварців. Перепис 2010 року зафіксував в Росії лише багулалів.